# Alyson Hannigan
Alyson Lee Hannigan (Washington, 24 de março de 1974) é uma atriz americana. Mais conhecida como Willow Rosenberg de Buffy, como a excêntrica Michelle Flaherty nos filmes da saga American Pie, Trina Echolls em Veronica Mars e como Lily Aldrin na sitcom How I Met Your Mother.
A atriz é casada com o ator Alexis Denisof com quem tem uma filha chamada Satyana Marie Denisof, que faz aniversário no mesmo dia de Alyson, e outra filha chamada Keeva Jane Denisof, que nasceu no dia 23 de maio de 2012.

## Filmografia
| Ano  | Título                            | Título em Português                                                                    | Personagem                   | Notas                           |
| ---- | --------------------------------- | -------------------------------------------------------------------------------------- | ---------------------------- | ------------------------------- |
| 1986 | Impure Thoughts                   | br: O Primeiro Pecado Deste Lado do Céu                                                | Patty Stubbs                 | Creditada como Allison Hannigan |
| 1988 | My Stepmother Is an Alien         | br: Minha Noiva É uma Extraterrestre / pt: A Minha Madrasta É Um Extraterrestre        | Jessie Mills                 |                                 |
| 1991 | Switched at Birth                 | pt: Trocadas à Nascença                                                                | Gina Twigg (13-16 anos)      | Filme para TV                   |
| 1995 | The Stranger Beside Me            | br: Vivendo Com o Perigo                                                               | Dana                         | Filme para TV                   |
| 1996 | A Case for Life                   | pt: Por Amor À Vida                                                                    | Iris                         | Filme para TV                   |
| 1996 | For My Daughter's Honor           | br: Abuso Indecente                                                                    | Kelly                        | Filme para TV                   |
| 1998 | Dead Man on Campus                | br: Morte na Universidade                                                              | Lucy                         |                                 |
| 1999 | Hayley Wagner, Star               | br: Vida de Estrela                                                                    | Jenna Jakes                  | Filme para TV                   |
| 1999 | American Pie                      | br: American Pie — A Primeira Vez é Inesquecível                                       | Michelle Flaherty            |                                 |
| 2000 | Boys and Girls                    | br: Amor ou Amizade / pt: Entre Rapazes e Raparigas                                    | Betty                        |                                 |
| 2001 | American Pie 2                    | br: American Pie 2 - A Segunda vez é Ainda Melhor / pt: American Pie 2: O Ano Seguinte | Michelle Flaherty            |                                 |
| 2001 | Beyond the City Limits            | br: Além Dos Limites                                                                   | Lexi                         |                                 |
| 2003 | American Wedding                  | br/pt: American Pie - O Casamento                                                      | Michelle Flaherty            |                                 |
| 2004 | Americana                         |                                                                                        | Andrea                       | Filme para TV                   |
| 2006 | Date Movie                        | br: Uma Comédia Nada Romântica                                                         | Julia Jones                  |                                 |
| 2007 | Farce of the Penguins             | br: A Farsa dos Pinguins                                                               | Hottie Penguin (voz)         | [ 7 ]                           |
| 2011 | Love, Wedding, Marriage           | br/pt: Amor, Felicidade Ou Casamento                                                   | Courtney                     |                                 |
| 2012 | American Reunion                  | br/pt: American Pie: O Reencontro                                                      | Michelle Flaherty-Levenstein |                                 |
| 2016 | Do You Take This Man              |                                                                                        | Rachael                      | [ 8 ]                           |
| 2018 | You Might Be the Killer           | br: Você Pode Ser o Assassino                                                          | Chuck                        | [ 9 ]                           |
| 2019 | Kim Possible                      |                                                                                        | Ann Possible                 | Filme para TV                   |
| 2019 | Abducted: The Mary Stauffer Story | br: Sequestradas: A História de Mary Stauffer                                          | Mary Stauffer                | Filme para TV                   |
| 2021 | Flora & Ulysses                   | br: Flora e Ulysses / pt: As Aventuras de Flora e Ulisses                              | Phyllis Buckman              | [ 11 ]                          |
| 2023 | Office Race                       |                                                                                        | Pat                          | Filme para TV                   |

| Ano        | Título                         | Personagem                          | Notas                                                                                   |
| ---------- | ------------------------------ | ----------------------------------- | --------------------------------------------------------------------------------------- |
| 1989–1990  | Free Spirit                    | Jessie Harper                       | Protagonista; 14 episódios                                                              |
| 1990       | Roseanne                       | Jan                                 | Episódio: "Like, a New Job"                                                             |
| 1993       | Almost Home                    | Samantha                            | Episódio: "The Dance" Episódio: "Hot Ticket"                                            |
| 1994       | Touched by an Angel            | Cassie Peters                       | Episódio: "Cassie's Choice"                                                             |
| 1996       | Picket Fences                  | Peggy Patterson                     | Episódio: "To Forgive Is Devine"                                                        |
| 1996       | Friends for Life               | Emma Daniels                        | Piloto não exibido                                                                      |
| 1997–2003  | Buffy, a Caça-Vampiros         | Willow Rosenberg                    | Papel principal; 144 episódios                                                          |
| 1999–2000  | 100 Deeds for Eddie McDowd     | Gigi                                | Episódio: "Dogs Day Out" Episódio: "The Return of Gigi"                                 |
| 2000       | The Wild Thornberrys           | Gerda                               | Episódio: "Every Little Bit Alps"                                                       |
| 2001–2003  | Angel                          | Willow Rosenberg                    | Episódio: "Disharmony" Episódio: "There's No Place Like Plrtz Glrb" Episódio: "Orpheus" |
| 2002–2003  | Rugrats                        | Cynthia P.I / Jovem Starlet (vozes) | 3 episódios                                                                             |
| 2004       | That '70s Show                 | Suzy Simpson                        | Episódio: "Sally Simpson" Episódio: "Won't Get Fooled Again"                            |
| 2004       | King of the Hill               | Stacey Gibson                       | Episódio: "Talking Shop"                                                                |
| 2005       | Veronica Mars                  | Trina Echolls                       | Episódio: "Ruskie Business" Episódio: "Hot Dogs" Episódio: "My Mother, the Fiend"       |
| 2005–2014  | How I Met Your Mother          | Lily Aldrin                         | Papel Principal; 206 episódios                                                          |
| 2009       | The Goode Family               | Michelle                            | Episódio: "Graffiti in Greenville"                                                      |
| 2010       | Food Network Challenge         | Ela mesma                           | Anfitriã; Episódio: "Outrageous Pumpkins 2"                                             |
| 2011       | Os Simpsons                    | Melody (voz)                        | 22ª temporada, episódio 11: "Flaming Moe"                                               |
| 2011       | American Dad!                  | Chelsea (voz)                       | 7ª temporada, episódio 5: "Virtual In-Stanity"                                          |
| 2011, 2018 | Robot Chicken                  | Várias vozes                        | 2 episódios                                                                             |
| 2013       | American Dad!                  | Ugly Stepsister #2 (voz)            | 9ª temporada, Episódio "Finger Lenting Good"                                            |
| 2014       | Sofia the First                | Winter (voz)                        | Episódio: "Winter's Gift"                                                               |
| 2014       | The McCarthys                  | Pm                                  | Episode: "Red Sox Swap"                                                                 |
| 2016–2023  | Penn & Teller: Fool Us         | Ela mesma                           | Anfitriã, 103 episódios                                                                 |
| 2018–2022  | Fancy Nancy                    | Claire Clancy (voz)                 | Papel principal (57 episódios)                                                          |
| 2019       | Pure                           | Esther Dunkel                       | 2 episódios                                                                             |
| 2020–2021  | Outrageous Pumpkins            | Ela mesma                           | Anfitriã, 8 episódios                                                                   |
| 2020       | Girl Scout Cookie Championship | Ela mesma                           | Anfitriã, 4 episódios                                                                   |
| 2020       | Outmatched                     | Annabeth                            | Episódio: "Couple's Friends"                                                            |
| 2021       | Martha Gets Down and Dirty     | Ela mesma                           | Episódio: "House Planting Party"                                                        |
| 2021       | Adorableness                   | Ela mesma                           | Painelista                                                                              |
| 2023       | Doogie Kameāloha, M.D.         | Dawn                                | Episódio: "Message from the Chief"                                                      |
| 2023       | American Dad!                  | Lexie (voz)                         | Episódio: "Cow I Met Your Moo-ther"                                                     |
| 2023       | Dancing with the Stars         | Competidora                         | Competidora na temporada 32; 11 episódios                                               |
| 2024       | Beat Bobby Flay                | Competidora                         | Episódio: "Sweet Defeat"                                                                |

### Teatro
| Ano  | Título                  | Papel          | Teatro                  |
| ---- | ----------------------- | -------------- | ----------------------- |
| 2004 | When Harry Met Sally... | Sally Albright | Theatre Royal Haymarket |

## Prêmios e indicações
| Ano  | Cerimônia              | Categoria                                                                | Obra                      | Resultado |
| ---- | ---------------------- | ------------------------------------------------------------------------ | ------------------------- | --------- |
| 1989 | Young Artist Award     | Melhor Jovem Atriz em Filme – Comédia ou Fantasia                        | My Stepmother Is an Alien | Indicada  |
| 1990 | Young Artist Award     | Melhor Jovem Atriz Estrelando Uma Série de Televisão                     | Free Spirit               | Indicada  |
| 2000 | Young Hollywood Awards | Melhor Elenco                                                            | American Pie              | Venceu    |
| 2000 | Teen Choice Awards     | Companheiro de TV Choice                                                 | Buffy the Vampire Slayer  | Indicada  |
| 2001 | Saturn Awards          | Melhor Atriz Coadjuvante de Televisão                                    | Buffy the Vampire Slayer  | Indicada  |
| 2001 | Teen Choice Awards     | Companheiro de TV Choice                                                 | Buffy the Vampire Slayer  | Indicada  |
| 2002 | Saturn Awards          | Melhor Atriz Coadjuvante de Televisão                                    | Buffy the Vampire Slayer  | Venceu    |
| 2002 | Teen Choice Awards     | Companheiro de TV Choice                                                 | Buffy the Vampire Slayer  | Venceu    |
| 2003 | Saturn Awards          | Melhor Atriz Coadjuvante de Televisão                                    | Buffy the Vampire Slayer  | Indicada  |
| 2003 | Satellite Awards       | Melhor Atriz Coadjuvante - Série de Televisão                            | Buffy the Vampire Slayer  | Indicada  |
| 2003 | Teen Choice Awards     | Companheiro de TV Choice                                                 | Buffy the Vampire Slayer  | Indicada  |
| 2004 | Teen Choice Awards     | Melhor Atriz de Cinema - Comédia                                         | American Wedding          | Indicada  |
| 2004 | Teen Choice Awards     | Choice Movie Liplock (compartilhado com Jason Biggs)                     | American Wedding          | Indicada  |
| 2008 | Teen Choice Awards     | Programa de TV Choice - Comédia                                          | How I Met Your Mother     | Indicada  |
| 2009 | People's Choice Awards | Atriz de Comédia de TV Favorita                                          | How I Met Your Mother     | Venceu    |
| 2010 | People's Choice Awards | Atriz de Comédia de TV Favorita                                          | How I Met Your Mother     | Indicada  |
| 2012 | Teen Choice Awards     | Melhor Atriz de Filme: Comédia Romântica Melhor Atriz de Filme - Comédia | American Reunion          | Indicada  |
| 2014 | People's Choice Awards | Gal Pals favoritas da TV (compartilhado com Cobie Smulders)              | How I Met Your Mother     | Indicada  |